# Андреа Блас
Андреа Блас  (ісп. Andrea Blas, 14 лютого 1992) — іспанська ватерполістка, олімпійська медалістка.

## Виступи на Олімпіадах
| Олімпіада   | Дисципліна | Місце |
| ----------- | ---------- | ----- |
| Лондон 2012 | водне поло | 2     |

## Зовнішні посилання
- Досьє на sport.references.com [Архівовано 13 грудня 2012 у Wayback Machine.]